# Orchestre philharmonique de Kuopio
L'Orchestre de la ville de Kuopio (en finnois : Kuopion kaupunginorkesteri, en anglais : Kuopio Symphony Orchestra) est l’orchestre symphonique de la ville de Kuopio en Finlande.

## Présentation
L’orchestre, composé de 46 musiciens, est en résidence au centre musical de Kuopio.
Il est dirigé depuis septembre 2007 par Sascha Goetzel et Atso Almila.

## Histoire
L’histoire de l’orchestre commence au début du vingtième siècle. En 1909, l’association des amis de la musique de Kuopio crée l’orchestre de Kuopio avec 23 musiciens.
En 1963, la brigade du nord Savo déménage à Kajaani et la coopération avec les musiciens militaires cesse. En 1976, l’orchestre devient municipal et son nom est alors modifié en Orchestre de la ville de Kuopio.
Parmi les chefs d’orchestre successifs figurent Lauri Siimes, Nicholas Smith, Pertti Pekkanen, le meutrier Robert Black, Atso Almila, Shuntaro Sato et Vello Pähn.
L’orchestre joue principalement au Centre musical de Kuopio dont la salle principale offre 1 064 places. En 2006, l’orchestre de Kuopio a compté quelque 56 700 spectateurs.